# Koolstofgroep
| Chemische groepen     |
| --------------------- |
| Alkalimetalen (1)     |
| Aardalkalimetalen (2) |
| Scandiumgroep (3)     |
| Titaangroep (4)       |
| Vanadiumgroep (5)     |
| Chroomgroep (6)       |
| Mangaangroep (7)      |
| IJzergroep (8)        |
| Kobaltgroep (9)       |
| Nikkelgroep (10)      |
| Kopergroep (11)       |
| Zinkgroep (12)        |
| Boorgroep (13)        |
| Koolstofgroep (14)    |
| Stikstofgroep (15)    |
| Zuurstofgroep (16)    |
| Halogenen (17)        |
| Edelgassen (18)       |
| Portaal Scheikunde    |

Elementen van de koolstofgroep (IUPAC-groepsnummer 14, vroeger bekend als IVa) uit het periodiek systeem werden vroeger soms wel de tetrel-elementen genoemd (afkorting Tt) om aan te duiden dat zij zich in verbindingen met de alkalimetalen (Zintl-verbindingen) als vierwaardige anionen Tt4− kunnen gedragen. Daarbij moet echter de 4− als lading met een korreltje zout genomen worden. Het is beter om van een oxidatiegetal −IV te spreken omdat door covalentie de lading ter plekke van het tetrelatoom zeker niet 4− bedraagt.
Het oxidatiegetal −IV dat resulteert in een edelgasconfiguratie moet ook eerder als uitzonderlijk dan als typerend voor deze groep gezien worden en komt alleen in verbindingen met elementen met extreem lage elektronegativiteit voor.
In combinatie met andere elementen overwegen andere oxidatiegetallen. In oxiden overwegen de oxidatiegetallen II en IV. Er is naast CO2 (koolstofdioxide) ook CO (koolstofmonoxide), naast SiO2 (kiezel, kwarts) ook SiO enzovoorts. Het karakter van de oxiden verschuift geleidelijk van zuur naar basisch van boven naar beneden.
Covalentie speelt een bijzonder grote rol in de chemie van deze groep en koolstof is daar het meest extreme voorbeeld van. 
De elementen in de koolstofgroep zijn in het periodiek systeem hieronder gekleurd.
|              | 1 Ia         |              |                                             |                   |                   |                   |                   |                   |                   |                   |                   |                   |                   |                   |             |             |             | 18 0   |
| 1            | 1 H          | 2 IIa        | Periodiek systeem                           | Periodiek systeem | Periodiek systeem | Periodiek systeem | Periodiek systeem | Periodiek systeem | Periodiek systeem | Periodiek systeem | Periodiek systeem | Periodiek systeem | 13 IIIa           | 14 IVa            | 15 Va       | 16 VIa      | 17 VIIa     | 2 He   |
| 2            | 3 Li         | 4 Be         |                                             |                   |                   |                   |                   |                   |                   |                   |                   |                   | 5 B               | 6 C               | 7 N         | 8 O         | 9 F         | 10 Ne  |
| 3            | 11 Na        | 12 Mg        | 3 IIIb                                      | 4 IVb             | 5 Vb              | 6 VIb             | 7 VIIb            | 8 VIIIb           | 9 VIIIb           | 10 VIIIb          | 11 Ib             | 12 IIb            | 13 Al             | 14 Si             | 15 P        | 16 S        | 17 Cl       | 18 Ar  |
| 4            | 19 K         | 20 Ca        | 21 Sc                                       | 22 Ti             | 23 V              | 24 Cr             | 25 Mn             | 26 Fe             | 27 Co             | 28 Ni             | 29 Cu             | 30 Zn             | 31 Ga             | 32 Ge             | 33 As       | 34 Se       | 35 Br       | 36 Kr  |
| 5            | 37 Rb        | 38 Sr        | 39 Y                                        | 40 Zr             | 41 Nb             | 42 Mo             | 43 Tc             | 44 Ru             | 45 Rh             | 46 Pd             | 47 Ag             | 48 Cd             | 49 In             | 50 Sn             | 51 Sb       | 52 Te       | 53 I        | 54 Xe  |
| 6            | 55 Cs        | 56 Ba        | ↓                                           | 72 Hf             | 73 Ta             | 74 W              | 75 Re             | 76 Os             | 77 Ir             | 78 Pt             | 79 Au             | 80 Hg             | 81 Tl             | 82 Pb             | 83 Bi       | 84 Po       | 85 At       | 86 Rn  |
| 7            | 87 Fr        | 88 Ra        | ↓↓                                          | 104 Rf            | 105 Db            | 106 Sg            | 107 Bh            | 108 Hs            | 109 Mt            | 110 Ds            | 111 Rg            | 112 Cn            | 113 Nh            | 114 Fl            | 115 Mc      | 116 Lv      | 117 Ts      | 118 Og |
|              |              |              |                                             |                   |                   |                   |                   |                   |                   |                   |                   |                   |                   |                   |             |             |             |        |
| Lanthanoïden | Lanthanoïden | Lanthanoïden | 57 La                                       | 58 Ce             | 59 Pr             | 60 Nd             | 61 Pm             | 62 Sm             | 63 Eu             | 64 Gd             | 65 Tb             | 66 Dy             | 67 Ho             | 68 Er             | 69 Tm       | 70 Yb       | 71 Lu       |        |
| Actinoïden   | Actinoïden   | Actinoïden   | 89 Ac                                       | 90 Th             | 91 Pa             | 92 U              | 93 Np             | 94 Pu             | 95 Am             | 96 Cm             | 97 Bk             | 98 Cf             | 99 Es             | 100 Fm            | 101 Md      | 102 No      | 103 Lr      |        |
|              |              |              |                                             |                   |                   |                   |                   |                   |                   |                   |                   |                   |                   |                   |             |             |             |        |
|              |              |              | Chemische reeksen van het periodiek systeem |                   |                   |                   |                   |                   |                   |                   |                   |                   |                   |                   |             |             |             |        |
|              |              |              | Alkalimetalen                               | Alkalimetalen     | Alkalimetalen     | Aardalkalimetalen | Aardalkalimetalen | Aardalkalimetalen | Overgangsmetalen  | Overgangsmetalen  | Overgangsmetalen  | Hoofdgroepmetalen | Hoofdgroepmetalen | Hoofdgroepmetalen | Metalloïden | Metalloïden | Metalloïden |        |
|              |              |              | Niet-metalen                                | Niet-metalen      | Niet-metalen      | Halogenen         | Halogenen         | Halogenen         | Edelgassen        | Edelgassen        | Edelgassen        | Lanthanoïden      | Lanthanoïden      | Lanthanoïden      | Actinoïden  | Actinoïden  | Actinoïden  |        |